# Carl Watson
Pour les articles homonymes, voir Watson.
Carl Watson, né en 1953 dans l’Indiana, est un écrivain et un poète américain. Il vit à New York où il enseigne la littérature, et dans les Catskills.

## Biographie

### Les débuts
Carl Watson a grandidans une banlieue de Chicago, près du lac Michigan, dans le nord-ouest de l’Indiana. Après son cursus scolaire, à la fin des années 60, il va passer une dizaine d’années à sillonner souvent en auto-stop  les États-Unis. Il réside tour à tour à Portland en Oregon, à New York et à La Nouvelle-Orléans. Il travaille au gré des circonstances dans une aciérie, comme cueilleur de pommes ou marchand de fleurs. Cette instabilité se retrouvera plus tard dans son œuvre, non pas en termes de mode de vie, mais comme principe de dérèglement. Une instabilité qu’il oppose à l’ordonnancement du monde, producteur d’organisation sociale et de raison. Le sang sur la plaine est un piège, nouvelle dans laquelle un personnage s’ouvre les veines, zébrure droite et rectiligne que l’auteur associe à une division de territoire ou à un graphique de détérioration progressive, est exemplaire de cette récurrence qui hante l’œuvre de cet écrivain.
Carl Watson part pour l’Europe, séjourne notamment à Paris, poursuit en direction de l’Inde puis de la Thaïlande. Mais plus que ces pérégrinations, ce sont davantage le climat d’errance et l’état d’abandon des personnages de ses livres qui lui vaudront le qualificatif d’”écrivain vagabond”. Rouler c’est vivre le sous-titre en français du premier chapitre de son roman Hôtel des actes irrévocables dit implicitement la perception qu’a l’auteur de ces longues traversées à travers l’Amérique.

### Premières années d’écriture, le cadastre du malheur
De retour à Chicago en 1976, il s’y installe et commence à écrire ses premières nouvelles, ainsi que des poésies ; un premier recueil de poèmes, Anarcadium Pan, paraît en 1985 aux États-Unis. “On faisait si bien les dingues à l’époque, qu’on ne se rendait même pas compte qu’on était mort.” Ainsi décrit-il cette période. Il ne s’agit pas de mort au sens clinique, mais de mort sociale, d’une vie dénuée de sens moral et des valeurs qui président à la société américaine. “Carl Watson se balade en ville (…), dépeint des appartements exigus, des bars où personne ne retire son manteau, des hommes qui boivent les yeux dans le vague, des perdants pas magnifiques du tout. Sous sa plume, la poésie du bitume fonctionne pourtant à plein régime ”, écrit Alexandre Fillon de Livres Hebdo. Effectivement, dans sa nouvelle L’avenir est une maladie, l'auteur résume ironiquement cette vie de marginal : “… ses pensées pâteuses filant cette trame cauchemardesque vers l’inévitable fosse au terme d’une sinistre équation : Confort + Envie = Mort Imminente.” 
Oscillant entre fiction, témoignage et essai critique sur la société américaine, comme autant de changements de focale, ses textes – telle La chambre d’Harry, qui sera publiée en 1995 – “ pousse(nt) loin le quadrillage de la démence citadine ” dit Jean-Marc Parisis, décrivant un Uptown – un quartier de Chicago – à la façon d’“une cour des Miracles, avec sa populace, ses hôtels-cages, ses immeubles corridors : le cadastre du malheur." 
Carl Watson produit effectivement une littérature du maillage où la ville faite de lignes perpétuelles phagocyte ses personnages en même temps qu’elle les délivre de tout repère – le titre de l’une de ses nouvelles, Le damier des dindons, est à cet égard évocateur.
Durant ces années à Chicago, Carl Watson gagne sa vie en rédigeant des annonces publicitaires pour une agence, travaille comme correcteur, parfois comme enseignant ou ambulancier. En 1988, il part s’installer à New York, dans le Lower East Side, où il vit depuis. À son arrivée, il gagne sa vie en faisant la cuisine dans le restaurant à la clientèle de bourgeois-bohèmes de Brooklyn, The right bank (La rive droite), tout en écrivant des articles dans le Village Voice, puis au New York Press et au Williamsburg Observer – des chroniques culturelles, d’art contemporain notamment –, mais aussi des fictions, tel Les Hommes en cage pour la Nouvelle Revue française reprise par le Chicago Reader .

### Une compassion paradoxale
En 1990, son recueil de textes mêlant fictions et essais, Bricolage ex-machina, est publié par une petite maison d’éditions new-yorkaise. Mais c’est en France, en 1995, qu'est éditée sa première nouvelle, La chambre d’Harry, en édition bilingue. En 1997, les éditions Gallimard publient son roman Hôtel des actes irrévocables ; celui-ci n'est publié aux États-Unis qu’en 2007. “ L'écriture de Watson trouble notre point de vue. Sa vision tire lentement les larmes à mesure que le lecteur progresse dans le roman. Sensations, illuminations, flashes reviennent au travers de canevas différents, jusqu'à ce que nous nous puissions reconstituer les fragments d'une réalité différente, une autre Amérique à laquelle nous ne sommes pas habitués… ”, écrit à son propos Patrick Amine dans Art Press.
Le décor de Hôtel des actes irrévocables est encore le milieu interlope du Uptown Chicago. “ Deux petits voleurs, Jack et Vince – dostoïevskiens dans leur philosophie criminelle, pour qui le vol est l’acte suprême de l'homme – prennent pour victime leur ennemi juré et leur double : Madame Malconfort, une grand-mère satanique, qui peint sur des détritus avec du sang pollué. Carl Watson est un véritable visionnaire et un artiste de lettres, qui se trouve également être un pur plaisir à lire ”, écrit John Strausbaugh, auteur de Suburban Ambush. Carl Watson manie effectivement la thématique de la jouissance du crime et de la rédemption inaccessible. On retrouve dans la tragique obsession de ses personnages, cette part maléfique du tourmenté Raskolnikov, mais aussi cette tension de l’esprit déformé par l'alcool et divers toxiques présente chez d’autres auteurs américains tels que Williams Burroughs, Hubert Selby Jr ou Brion Gysin. “ La littérature a rarement résumé la terreur d'être, de façon aussi éclatante ”, écrit à son propos Thierry Marignac , l’un de ses traducteurs.
Des critiques comme Jean-Marc Parisis voient une filiation avec d’autres prédécesseurs : “ Welcome dans la grande littérature américaine, du côté de Selby pour l'impossible rédemption, de Bukowski pour l'extraction d'or au puits de la misère. ” Pour autant, si l’on retrouve semblables gémonies dans le “ bas-ventre de New York ” d’un Selby ou dans “ la folie ordinaire ” d’un Bukowski, le style de Watson reste classique, d’une densité d’essayiste, “ abondant de péchés, surabondant de grâces ”, précise Parisis à propos du recueil Sous l’empire des oiseaux. Ces “ perdants paranoïaques et clochards cabochards, Watson les traite avec une compassion paradoxale. Son humour capte les sautes d'humeur d'un destin farceur et inscrit Sous l’empire des oiseaux dans la tradition du meilleur grotesque américain, où la cruauté n'est que l'envers d'une douloureuse tendresse ”, est-il écrit dans Les Inrockuptibles. L'une de ses nouvelles, dans laquelle le narrateur harcelé par le télémarketing glisse peu à peu dans une angoisse paranoïaque, jusqu’à ne plus vouloir décrocher son téléphone, ne manque ainsi ni d’ironie ni de climat d’oppression. “ Son art ne se résume pas à ferrailler dans l’ombre avec la grâce, un duel sans fin dans le demi-jour des bouges. Carl Watson sait aussi rompre avec élégance. L’ironie n’est pas absente de ses divagations, et une note sarcastique rythme les envolées ”, renchérit Thierry Marignac.
En France, son roman Hôtel des actes irrévocables est suivi d’autres traductions. Le récit Hank Stone et le cœur de craie inspire à Léon-Marc Levy de La Cause littéraire cette formule : « Conte en éclats sur la solitude urbaine, la misère morale des quartiers, les effets paranoïaques de la ville, Hank Stone est un petit miracle littéraire. Son économie d’écriture et de propos en fait un condensé effarant de la rumeur de la ville. ». Christophe Mercier Le Figaro littéraire dit à propos de À contre-courant rêvent les noyés : « un roman étrange, parfois poignant, comme une immense chanson mise en images ». Et Philippe Chauché La Cause littéraire écrit à propos de Sous l’empire des oiseaux, recueil de nouvelles précité : « Carl Watson écrit sous très haute tension ses mémoires alcoolisées, ses dérives, ses rêves, c’est vif, précis, sombre, grave comme un blues qui suinte à travers les vitres cassées d’une chambre d’hôtel, ses phrases brèves sonnent comme des uppercuts, c’est là, un très grand écrivain américain, étrange et fascinant. » Parallèlement à ce travail de romancier plusieurs fois récompensé et ses recherches sur les écrits de Henry Darger, artiste d’art brut renommé, Carl Watson publie régulièrement des chroniques culturelles dans la presse américaine.